# Pseudepicausta detrudens
Pseudepicausta detrudens är en tvåvingeart som först beskrevs av Walker 1865.  Pseudepicausta detrudens ingår i släktet Pseudepicausta och familjen bredmunsflugor. Inga underarter finns listade i Catalogue of Life.